# Eberhard Achterberg

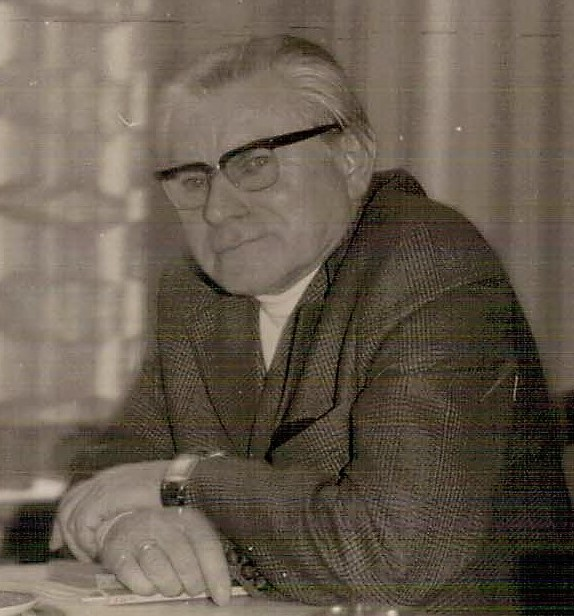
Eberhard Achterberg, 1974 in Preetz (Fachgymnasium des Kreises Plön).

Eberhard Achterberg (* 9. Januar 1910 in Oliva; † 11. August 1983 in Neumünster) war ein deutscher Religionswissenschaftler, Publizist, wichtiger nationalsozialistischer Funktionär im Amt Rosenberg und später führendes Mitglied der Deutschen Unitarier Religionsgemeinschaft, Hochschuldozent sowie Gymnasiallehrer. Er ist Vater von Bernhard Achterberg und Gerd-M. Achterberg.

## Leben
Eberhard Achterberg trat zum 1. März 1930 der NSDAP bei (Mitgliedsnummer 219.010) und war 1932 auch einige Monate SA-Mann. Von 1934 bis 1936 publizierte er in Bernhard Kummers Zeitschrift Nordische Stimmen. 1935 erschien sein Beitrag Germanische Religion im Streit der Gegenwart. 
Er wurde 1940 an der Universität Jena mit einer Arbeit über Glück und Schicksal im germanischen Lebensgefühl. Eine Untersuchung über Art, Vorkommen und Bedeutung der altnordischen Worte für Glück und Schicksal in den Islendinga sögur zum Dr. phil. promoviert. Ende des gleichen Jahres wurde er stellvertretender „Schriftleiter“ der von Alfred Rosenberg herausgegebenen Nationalsozialistischen Monatshefte (Untertitel: Zentrale politische und kulturelle Zeitschrift der NSDAP). Ab Juli 1941 war er ihr „Hauptschriftleiter“ (Chefredakteur). Rosenberg übernahm Achterberg in sein Amt, welches offiziell eine Dienststelle für die Überwachung der gesamten geistigen und weltanschaulichen Schulung und Erziehung der NSDAP darstellte. Dort war er von März 1942 bis Januar 1943 Leiter der Abteilung für „Juden- und Freimaurerfragen“ in Vertretung von August Schirmer.
Achterberg leugnete seine NS-Vergangenheit nie und setzte sich öffentlich als einstmals „Dabei- und Dafürgewesener“ mit ihr auseinander. In einem Brief an Erich Fried schrieb er 1983: 
Ein halbes Jahrhundert ist seit unserer „Machtergreifung“ vergangen. Immer noch das Rätselraten, wie es dazu kommen konnte. Nur wir, die wir damals aus Überzeugung aktiv dabei waren, wir müssen immer noch schweigen; wir dürfen nicht sagen, was uns damals bewegte, wie es in der Republik aussah. Unser Beitrag zur Erhellung dessen, was vor 1933 gewesen war, ist unerwünscht. Man will immer nur die Zeitzeugen hören, die alle schon damals „dagegen“ waren. Das gibt doch zwangsläufig ein falsches Bild und trägt darum meiner Meinung nicht dazu bei, den Gefahren der Zukunft vorzubeugen. Und die neuen Anzeichen sind beängstigend. Ich sehe die Gefahr nicht in den „Neo-Nazis“, ich sehe sie mit großer Sorge in der wachsenden Ausländerfeindlichkeit, in dem noch immer wirksamen, alten NS-Feindbild des Kommunismus, in der Volksstimmung für Todesstrafe, in dem Widerstand gegen eine Liberalisierung im Strafvollzug, im Strafrecht und im Sexualbereich (§ 218 und § 175). Ich sehe eine Gefahr in der zunehmenden Gewaltanwendung seitens der „Obrigkeit“ gegen die Bürger, in der Diskriminierung der Friedensbewegung und der Einschränkung von Grundrechten. Weil ich damals aktiv und überzeugt dabei war, deshalb trete ich dafür ein, daß sich eine solche Entwicklung nicht wiederholen darf.
Nach dem Zweiten Weltkrieg lebte Achterberg mit seiner Familie in Schleswig-Holstein. Er stellte seine publizistische Arbeit bei den Deutschen Unitariern auf eine neue Grundlage, die stark durch Albert Schweitzer geprägt war. Achterberg war einer ihrer wichtigen Meinungsbildner und „herausragenden Exponenten“ und arbeitete 14 Jahre lang als Schriftleiter der Zeitschrift Glaube und Tat – Deutsch-unitarische Blätter (heute: unitarische blätter), wo ihn hauptsächlich Themen mit Fragen der Wertorientierung, der antiautoritären Erziehung, der Gesellschaftspolitik und des persönlichen Miteinanders beschäftigten. Später war er Landessprecher der Körperschaft öffentlichen Rechts Deutsche Unitarier Religionsgemeinschaft in Schleswig-Holstein.
Eine Dozentenstelle für Deutsch und Philosophie an der Bundeswehrhochschule in Hamburg wurde ihm entzogen, als einer seiner Söhne den Wehrdienst verweigerte. In den 1970er Jahren unterrichtete er am Fachgymnasium in Plön.
Kurz vor seinem Tod wurde Achterberg 1983 zum „Leiter des Geistigen Rates“ der Deutschen Unitarier gewählt. Er starb an einem Herzinfarkt.

## Schriften
- Der deutsche Osten – Aufgabe und Verpflichtung. In: Nationalsozialistische Monatshefte, Heft 130, Jan. 1941, 12. Jg., S. 14–20.
- Not Gottes. In: Nationalsozialistische Monatshefte, Heft 152/53, Nov./Dez. 1942, 13. Jg.
- Quo vadis, Frankreich? In: Nationalsozialistische Monatshefte, Jan. 1943, S. 55–58.
- Gegenkräfte in der Kunst. In: Nationalsozialistische Monatshefte, Heft 155/56, 1943, 14. Jg.
- Unser Glaube. Das Buch für freie Menschen. Selbstverlag, Sülfeld 1951.
- Meister Eckhart. In: Glaube und Tat, Heft 7/1960.
- Glaube im Atomzeitalter. In: Glaube und Tat, Heft 6/1962.
- Der Mensch als Ganzheit und Einheit. 1964.
- Albert Schweitzer. Ein Leben in der Zeitenwende. Helmut Soltsien Verlag, Hameln 1968.
- Arbeit für den Frieden als religiöser Auftrag. In: Glaube und Tat, Heft 12, 1971.
- Erziehung zur Zärtlichkeit. In: Wirklichkeit und Wahrheit, Heft 2, 1977.
- Wertvorstellungen als Orientierungshilfe im menschlichen Miteinander. In: unitarische blätter, Heft 6, 1980.
- Größe und Grenzen eines religiösen Humanismus. In: Der Humanist, Folge 8, 1982.
- Die Kraft die uns trägt. Suche nach Sinn in einer bedrohten Welt. 232 S., Verlag Deutsche Unitarier, München 1985, ISBN 3-922483-05-4 (eine postume Textsammlung ab 1952, erstellt von seinem Sohn Bernhard Achterberg)